# Šuranová Kucman Éva
Šuranová Kucman Éva, született Kucman Éva (Ózd, 1946. április 24. – Pozsony, 2016. december 31.) olimpiai bronzérmes magyar-szlovák atléta, távolugró.

## Pályafutása
1946. április 24-én Ózdon született. Szüleivel 1947-ben költözött a csallóközi Nagyabonyba, Csehszlovákiába. Az atlétikával Dunaszerdahelyen ismerkedett meg. Távolugrásban nyolcszoros csehszlovák bajnok volt, de 110 m gátfutásban és 100 méteres síkfutásban is nyert egy-egy bajnoki címet. Részt vett az 1972-es müncheni olimpián, ahol 667 cm-es ugrással lett bronzérmes és eredménye új csehszlovák rekordot is volt. Az 1974-es római Európa-bajnokságon Bruzsenyák Ilona mögött ezüstérmes lett. Az 1976-os montréali olimpián érvényes kísérlet nélkül, helyezetlenül végzett.

## Sikerei, díjai
- Olimpiai játékok
  - bronzérmes: 1972, München
- Európa-bajnokság
  - ezüstérmes: 1974, Róma